# 方方
方方（1904年—1971年9月21日），原名方思琼，男，广东普宁洪阳镇西村人，中共八大代表。第一、第二、第三届全国人大代表，第二、第三、第四届全国政协委员。

## 生平
五四运动期间，方思琼担任普宁县学生联合会会长，主持岭东学生运动。1924年参加第二期广州农民运动讲习所，之后回乡工作。1925年5月，方思琼由杨石魂、方临川介绍参加共青团。1925年7月，方思琼在惠风亭主持召开了共青团普宁县支部会议，参加会议的团员有方思琼、彭奕、罗绩、黃中坚、方书略，会议选举方思琼为团支部书记。1926年加入中国共产党，在家乡从事农运并组建农会和自卫军，当地家族扬言要将其除名方氏家族。他得知后称“不准我姓方，我就要姓方，而且连名字也叫方”，随后他改名为“方方”以示决心。
1930年，从潮汕进入闽西苏区，参加中共闽粤赣边特委领导工作。五次围剿期间方方先后担任汀连县、杭武县、上杭中心县的书记。1934年10月红军主力长征后，留福建苏区。1935年，任闽西南军政委员会政治部主任兼第一军分区政委，带领闽西红九团（团长罗忠毅）在永定县金丰大山坚持游击战。
1938年，任中共闽粤边特委书记。闽粤赣边区省委常委兼组织部长、省委书记。1940年10月，成立中共南方工作委员会，任命方方为书记。1946年，任中共中央代表，赴香港主持领导南方党的工作。1947年，任中共中央香港分局书记。1949年，任华南分局第三书记（主持组织与干部工作）、广东省人民政府第一副主席兼广东省土地改革委员会主任。广东省土改从1950年10月全面开展。受到毛泽东的批评。1951年12月25日，陶铸调任华南分局第四书记，开始接掌广东省土改。发生了第一次反地方主义运动。1952年6月12日，中央派专机把陶铸、方方接到北京，参加毛泽东亲自主持的中央书记处会议，讨论广东党组织整顿与土改等问题。1952年6月29日至7月6日，华南分局召开扩大会议，开展反土改中的右倾和地方主义的斗争；方方由第三书记改任第五书记。1953年再次遭到批判，免去华南分局第五书记、常委、广东省人民政府第一副主席等职务，进担任华南分局交通部长。
1955年，调任中共中央统战部副部长、国家华侨委党组书记、副主任（主任为何香凝），全国侨联副主席。1960年2月，印尼排华驱侨，方方担任国家接待和安置归侨委员会常务委员兼办公室主任。1961年10月，再次担任中共中央统战部副部长（至1966年6月）。
文化大革命期间，因反对林彪与四人帮，被诬陷入狱监禁五年。1971年9月21日，他在北京狱中逝世，享年67岁。文化大革命结束后，中共中央为其在文革中受到的冤屈平反昭雪，恢复名誉。1979年3月28日，中共中央在北京八宝山革命公墓礼堂开追悼会。
1994年4月，中共中央根据广东省委关于方方历史问题的《复查报告》，作出平反决定：“解放初期，方方同志在华南分局、叶剑英同志领导下，为建立和功固人民政权，恢复和发展广东的国民经济，作了大量工作，作出了贡献，应予肯定。1952年对方方同志“土改右倾”、“地方主义”的批判，1953年对方方同志的“官僚主义、分散主义”的批判，都是缺乏事实根据的，应予否定”；决定撤销原对方方同志撤销华南分局第五书记、常委、省政府第一副主席等职务的处分，为方方恢复政治名誉。
中共八大代表。第一、第二、第三届全国人大代表，第二、第三、第四届全国政协委员。

## 纪念
方方故居，位于普宁县。2011年11月普宁市人民政府公布其为不可移动文物。

## 家庭
妻子：苏蕙，原名庄启芳，又名庄苏惠，中国侨联原副主席，中共七大正式代表。
八个子女：
方玉华，女，共产党员
方绍坚，男，拖拉机手，后进入广东省农科院农业机械研究所
方惠平，女，共产党员，暨南大学外语系副教授，也研究世界语。
方惠兰，女，定居香港从商
方超，男，共产党员
方少华，男，原为话剧演员，随方惠兰在香港
方穗明，女，共产党员，北京工业大学副教授
方燕明，男，解放后出生在北京